# Ten Broeck (Kentucky)
Pour les articles homonymes, voir Ten Broeck.
Ten Broeck est une ville américaine située dans le comté de Jefferson, dans le Kentucky. Selon le recensement de 2020, sa population est de 99 habitants.